# Asterina gibbosa
Asterina gibbosa is een zeester uit de familie Asterinidae. De wetenschappelijke naam van de soort werd, als Asterias gibbosa, in 1777 gepubliceerd door Thomas Pennant. Het is inheems in de noordoostelijke Atlantische Oceaan en de Middellandse Zee.

## Beschrijving
Asterina gibbosa is een vijfhoekige zeester met korte stompe armen en een opgeblazen uiterlijk. Het aborale (bovenste) oppervlak is bekleed met groepen korte, stompe stekels. Deze zeester groeit tot een diameter van ongeveer 5 cm en kan bruin, groen of oranje zijn. Het is soms vlekkerig met kleur en individuen uit diepere zeelocaties hebben de neiging om bleker van kleur te zijn.
Het kan worden onderscheiden van de nauw verwante Asterina phylactica door het feit dat het twee kleine stekels heeft op elk van de platen die zijn mond omringen, A. phylactica heeft geen stekels op deze platen en heeft een effen olijfgroen aboraal oppervlak met een bruine centrale ster. Met zijn 5 centimeter is A. gibbosa is aanzienlijk groter dan A. phylacticadie, die zelden groter is dan 15 mm. Ooit werd aangenomen dat de twee dezelfde soort waren, maar in 1979 realiseerde men zich dat naast de verschillen in uiterlijk, de twee verschillende ecologische niches bezetten en verschillende reproductieve strategieën hadden.

## Verspreiding en leefgebied
Asterina gibbosa komt voor in de noordoostelijke Atlantische Oceaan en de Middellandse Zee. Zijn verspreidingsgebied strekt zich uit van Schotland, Ierland en de zuidelijke Noordzee naar het zuiden tot aan de Middellandse Zee, Marokko, Tunesië, de Azoren, de Kaapverdische Eilanden, de Canarische Eilanden en Madeira. Het wordt gevonden vanaf de lagere kust tot een diepte van ongeveer 125 meter in poelen, op rotsen, onder keien en uitsteeksels.

## Biologie
Asterina gibbosa is voornamelijk 's nachts actief en brengt de dag door onder keien, overhangende delen of in grotten, of verstopt onder algen in rotspoelen. Het is een opportunistische aaseter, maar het grootste deel van zijn dieet komt van de film van bacteriën en diatomeeën die op het oppervlak van rotsen voorkomen. Hij voedt zich door zijn maag om te keren (binnenstebuiten te keren) tegen het oppervlak van de rots en enzymen af te scheiden die de film verteren. Andere voedingsmiddelen die in zijn maag werden aangetroffen, waren rottende zeewier (Fucus serratus), uitwerpselen van alikruik en stukjes dode weekdieren zoals mosselen (Mytilus edulis), gewone oesters (Ostrea edulis) en de alikruik (Littorina littorea), maar 95% van de magen bevatte geen grote deeltjes, wat wijst op het belang in zijn dieet van microscopisch kleine organismen. Asterina gibbosa kan zes jaar of langer leven.

## Voortplanting

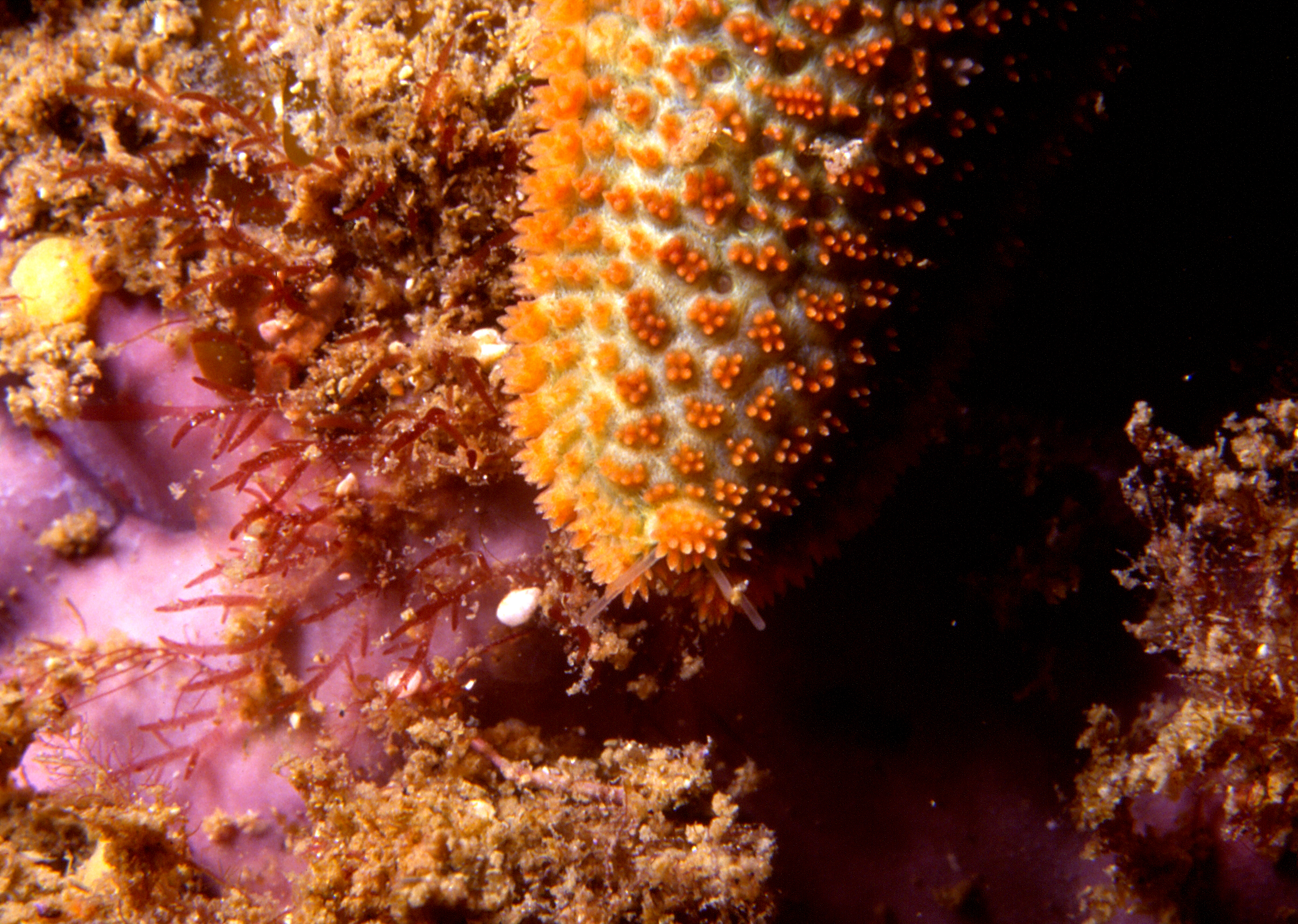
Punt van arm met oogvlekken

Asterina gibbosa is een protandrische hermafrodiet. Dit betekent dat het als een man wordt geboren en later van geslacht verandert en een vrouw wordt. Onderzoekers ontdekten dat in Plymouth, Verenigd Koninkrijk, de geslachtsverandering plaatsvindt wanneer het een armlengte heeft tussen de 9 en 16 millimeter. Andere onderzoekers in Napels, Italië, ontdekten dat de mediterrane populaties niet zo'n duidelijke verandering van geslacht hadden.
De eieren van Asterina gibbosa worden in een massa gelegd en door hun geleiachtige coating aan het substraat gelijmd. Elk zich ontwikkelend embryo voedt zich met zijn eidooier en komt rechtstreeks uit in een brachiolaria-larve, zonder de tussenliggende mobiele planktonische fase bij de meeste zeesterlarven. De larve heeft een paar asymmetrische armen die geleidelijk langer worden en een klevende schijf waarmee hij zich aan de zeebodem hecht. Vervolgens ondergaat het een metamorfose, zijn armen worden opnieuw geabsorbeerd en buisvoeten ontwikkelen zich en nemen de rol op zich om het aan de zeebodem te verankeren. Later ontwikkelt de mond van de juveniele zeester zich en kan deze beginnen met eten.